# Bohorodczany
Bohorodczany (ukr. Богородчани) – osiedle typu miejskiego na Ukrainie, w obwodzie iwanofrankiwskim, siedziba rejonu bohorodczańskiego, do 1945 w Polsce, w województwie stanisławowskim, w powiecie stanisławowskim. 7008 mieszkańców (2024), dla porównania spis powszechny w 2001 zanotował ich 7464.
Do roku 1932 Bohorodczany były siedzibą powiatu bohorodczańskiego, a w latach 1941–1944 gminy Bohorodczany.

## Historia
Wieś królewska prawa wołoskiego, położona była w ziemi halickiej województwa ruskiego.
Pierwsza pisemna wzmianka o Bohorodczanach pochodzi z 1441 r. Właścicielem osady był Jan z Buczacza. Głównym zajęciem mieszkańców było rolnictwo i rzemiosło. W II połowie XV w. Bohorodczany stały się własnością Potockich.
W 1691 roku Konstancja Potocka, córka Mikołaja Truskolaskiego, podkomorzego halickiego, a żona Dominika Potockiego, podskarbiego nadwornego koronnego, uposażyła erygowaną rok wcześniej w Bohorodczanach parafię rzymskokatolicką oraz ufundowała tam drewniany kościół i klasztor dominikanów. Z tego roku pochodzi pierwsza o znajdującym się kościele obrazie Matki Bożej. Według Sadoka Barącza, autora opracowań o sanktuariach maryjnych, już w tym pierwotnym kościele znajdował się „obraz Maryi, na płótnie malowany w pół osobie, z dzieciątkiem na lewej ręce, w prawej z berłem i z koronami na głowach, długości 1 metr i 10 centim. szerokości pół metra i 26 centim., słynął wielkimi łaskami”
Dobra bohorodczańskie w wyniku małżeństwa Katarzyny, jednej z córek Konstancji i Dominika, przeszły w ręce rodziny Kossakowskich. W 1741 r. Stanisław Kossakowski, kasztelan kamieniecki, rozpoczął budowę nowej, murowanej świątyni, która konsekrowana została w 1775 r.
Żydzi w Bohorodczanach zaczęli się osiedlać na początku XVIII wieku. W 1717 roku zgodnie z dokumentami uiścili podatek pogłówny wysokości 756 złotych monet. W 1764 roku zgodnie ze spisem w miejscowości mieszkało 543 dorosłych i 21 dzieci, a w sąsiednich wsiach 103 osoby wyznania mojżeszowego.
W latach 1772–1918 Bohorodczany należały do austriackiego Królestwa Galicji. Po 1772 r. należały do powiatu tyśmienickiego w cyrkule halickim, a od 1786 r. do cyrkułu XVII (stanisławowskiego). Zostały miastem powiatowym w 1854 r.
W latach 70. XIX wieku Żydów było 2009 na 4595 mieszkańców. Grekokatolików było 1788, a rzymskich katolików – 800.
5 listopada 1862 miasteczko zostało zniszczone podczas wielkiego pożaru, który wybuchł w godzinach przedpołudniowych. Pastwą płomieni padło ok. 70 domów, w większości drewnianych i miejscowa synagoga. Kościoły i urząd powiatowy zostały ocalone.
Pod koniec XIX w. na obszarze wsi znajdował się młyn Sadzawa, położony koło wsi Lachowce.
W 1910 roku w mieszkało tu 4378 osób: 1930 Żydów, 1647 Ukraińców, 795 Polaków i 6 Niemców. W mieście istniało 8 restauracji, 2 hotele, 4 pracownie krawieckie, 2 warsztaty produkujące wyroby z cyny, 5 kowali, 6 kuśnierzy i 10 szewców. Jedyna apteka należała do Żyda, Y. Gertnera.
Podczas I wojny światowej mieszkańcy Bohorodczan za sprawą kozaków dońskich dopuścili się pogromu na miejscowych Żydach. Zamordowano wiele osób (w tym także dzieci), zagrabiono również znaczną część należącego do nich majątku. W synagodze, w której schronienia szukały kobiety, miały miejsce brutalne gwałty.
W 1904 r. przeprowadzono gruntowną restaurację kościoła w Bohorodczanach. W r. 1914 prezbiterium pokryto neobarokowymi malowidłami. W 1916 r. kościół poważnie ucierpiał w wyniku działań wojennych (zniszczeniu uległa fasada, zawaliły się sklepienia i spłonął dach). W 1923 r. Alfred Broniewski sporządził projekty odbudowy świątyni i klasztoru. Prace trwały do 1933 r. Na rok 1941 zaplanowano koronacja tutejszego obrazu Matki Bożej, ale nie doszła ona do skutku z powodu wybuchu wojny.
W latach 1919–1932 Bohorodczany były miastem powiatowym w województwie stanisławowskim. Jednym ze starostów bohorodczańskich był Józef Nowak, ojciec aktora Jerzego Nowaka.
W okresie międzywojennym gmina żydowska posiadała w mieście Wielką Synagogę (Grojse szul), Synagogę „Główną” (Algemajner szul), bet midrasz oraz dwa chasydzkie sztyble – wyżnicki i strutyński. Wszystkie obiekty były usytuowane na wspólnym dziedzińcu, na którym mieściła się też mykwa.
We wrześniu 1939 r. zajęte przez wojska sowieckie. Wszystkie szkoły stały się siedmioklasowymi szkołami ukraińskimi. Oprócz tego państwo sowieckie przejęło klub, bibliotekę, ośrodek zdrowia i aptekę
Od 27 czerwca 1941 roku okupowane przez Niemcy. W latach 1941–1944 miasto leżało w powiecie stanisławowskim w dystrykcie Galicja w Generalnym Gubernatorstwie. Podczas okupacji niemieckiej w Bohorodczanach funkcjonowało getto dla ludności żydowskiej. 11 maja 1942 800 mieszkańców getta wywieziono do Stanisławowa i rozstrzelano w obozie zagłady, tzw. „młynie Rudolfa”. Pozostałe w getcie 70 osób trafiło do Stanisławowa w listopadzie 1942 (inne źródła mówią o 1200 wywiezionych do Stanisławowa).
W czasie okupacji niemieckiej mieszkająca tutaj polska rodzina Okniańskich udzielała schronienia Żydom. W 1981 roku Instytut Jad Waszem uhonorował za to Marynię i Antoniego Okniańskich tytułami Sprawiedliwych wśród Narodów Świata.
27 lipca 1944 roku ponownie zajęte przez Armię Czerwoną.
W czasach sowieckich synagogi oraz domy modlitwy zostały zniszczone, a cmentarz żydowski ulegał stopniowemu zanikowi. Obecnie na jego terenie znajduje się stacja ciepłownicza.
Kościół i klasztor w Bohorodczanach zostały zajęte na szkołę, a później na magazyn. Ekspatriowani wierni zabrali ze sobą obraz Matki Bożej, który obecnie znajduje się w parafii dominikańskiej w Korbielowie. Po 1991 r. władze ukraińskie przekazały kompleks kościelny Cerkwi Prawosławnej, która po wybudowaniu własnej świątyni oddała go katolikom. Pierwsza msza św. w odzyskanym kościele została odprawiona 12 lipca 2020 r. przez rzymskokatolickiego arcybiskupa lwowskiego Mieczysława Mokrzyckiego.

## Urodzeni w Bohorodczanach
- Franciszek Herman – ksiądz rzymskokatolicki, w latach 1949–1958 proboszcz parafii św. Jana Chrzciciela w Gliwicach-Żernikach, a następnie parafii św. Antoniego w Wójtowej Wsi[21].
- Ołeksa Hirnyk – ukraiński działacz nacjonalistyczny
- Józef Pasternak - dyrektor naczelny ZUS w latach 1945–1948[22]
- Marian Pasternak – doktor inżynier, generał dywizji Wojska Polskiego
- Wincenty Skowroński – polski doktor nauk weterynaryjnych
- Roman Żukowski (ur. 9 lutego 1913, zm. 30 listopada 1960 w Nowym Targu) – polski leśnik, lepidopterolog, kolekcjoner i faunista, autor 12 publikacji z zakresu lepidopterologii i muzeologii[23].

## Pobliskie miejscowości
- Maniawa (zob. też Skit Maniawski)
- Nadwórna
- Ottynia
- Sołotwina
- Stanisławów

## Miasta partnerskie
- Praszka
- Szczurowa